# کمبریج (ماساچوست)
کِمبریج (به انگلیسی: Cambridge) شهری در مجاورت رودخانهٔ چارلز در شمال شرق ایالت ماساچوست در کشور ایالات متحده آمریکا است. این شهر به افتخار دانشگاه کمبریج در انگلستان نامگذاری شد.
طبق سرشماری سال ۲۰۱۰، جمعیت این شهر ۱۰۵٬۱۶۲ نفر اعلام شده‌است. کمبریج پنجمین شهر پرجمعیت ایالت ماساچوست است. از مراکز علمی مهم آن می‌توان به مؤسسهٔ فناوری ماساچوست (ام‌آی‌تی) و دانشگاه هاروارد اشاره کرد.

## تاریخچه
در دسامبر سال ۱۶۳۰، محلی برای تبدیل شدن به کمبریج انتخاب شد زیرا با خیال راحت از بندر بوستون عبور می‌کرد و باعث می‌شد از حملات کشتی‌های دشمن به راحتی قابل دفاع باشد. توماس دادلی، دخترش آن بردستریت و همسرش سیمون از اولین مهاجران شهر بودند. اولین خانه‌ها در بهار سال ۱۶۳۱ ساخته شد. در ابتدا به این شهرک «شهر جدید» گفته می‌شد.  سوابق رسمی ماساچوست نام نشان داده شده به عنوان Newe Towne تا سال ۱۶۳۲ و به عنوان Newtowne تا سال ۱۶۳۸ نشان داده شده‌است.
نیوتاون واقع در اولین گذرگاه رودخانه چارلز از غرب بوستون، یکی از شهرهای بزرگ (از جمله بوستون، دورچستر، واترتاون و ویموث) بود که توسط ۷۰۰ استعمار اصلی پوریت از مستعمره خلیج ماساچوست تحت فرمانداری جان وینتروپ تأسیس شد. اولین مبلغ آن توماس هوکر بود، که در سال ۱۶۳۶ بسیاری از ساکنان اصلی آن را به سمت غرب هدایت کرد تا هارتفورد و مستعمره کنتیکت را تأسیس کنند. قبل از عزیمت، آنها زمین‌های خود را به مهاجران تازه‌وارد انگلیس فروختند. سایت اصلی روستا اکنون در میدان هاروارد است. بازاری که کشاورزان محصولات خود را از شهرهای اطراف در لبه شوره زار (از زمان پر شدن) می‌فروختند در یک پارک کوچک در گوشه خیابان‌های جان اف کندی و وینتروپ باقی مانده‌است.
در سال ۱۶۳۶، کالج نئو (بعداً به نام خیرخواه جان هاروارد به کالج هاروارد تغییر نام یافت) توسط مستعمره خلیج ماساچوست برای آموزش وزیران تأسیس شد. طبق گفته Cotton Mather، نیوتاون در وهله اول توسط دادگاه بزرگ و عمومی (قوه مقننه ماساچوست) برای محل دانشکده انتخاب شد و دلیل اصلی آن مجاورت با مبلغ محبوب و بسیار مورد احترام Puritan توماس شپارد بود. در مه ۱۶۳۸، نام شهرک به افتخار دانشگاه کمبریج، انگلستان به کمبریج تغییر یافت. 
این شهر مساحت بسیار وسیع تری از شهر کنونی را در بر می‌گرفت، و مناطق مختلف حاشیه شهر طی سالیان متمادی به شهرهایی مستقل تبدیل می‌شدند: دهکده کمبریج (بعداً نیوتاون و اکنون نیوتن) در ۱۶۸۸، مزارع کمبریج (لکسینگتون فعلی) در سال ۱۷۱۲ یا ۱۷۱۳، و کمبریج کوچک یا جنوبی (برایتون فعلی) و منوتومی یا وست کمبریج (آرلینگتون کنونی) در سال 1807. در اواخر قرن نوزدهم، طرح‌های مختلفی برای پیوستن کمبریج به بوستون پیگیری و رد شد.

## جغرافیا
طبق اداره سرشماری ایالات متحده، مساحت کمبریج ۷٫۱ مایل مربع (۱۸ کیلومتر مربع) است که از این مقدار ۶٫۴ مایل مربع (۱۷ کیلومتر مربع) زمین و ۰٫۷ مایل مربع (۱٫۸ کیلومتر مربع) (۹٫۸۲ درصد) آب است.

## آب و هوا
در طبقه‌بندی Koppen-Geiger کمبریج دارای آب و هوای گرم تابستانی قاره‌ای (Dfa) است که می‌تواند در انتهای جنوبی فضای داخلی نیوانگلند ظاهر شود. باران فراوان بر روی شهر می‌بارد. هیچ فصل خشکی ندارد میانگین دمای ژانویه ۲۶٫۶ درجه فارنهایت (منفی ۳ درجه سانتیگراد) است، و کمبریج را به عضوی از گروه D مستقل از ایزوترم می‌کند. چهار فصل کاملاً مشخص وجود دارد.

## درآمد
اطلاعات مربوط به برآورد ۵ ساله نظرسنجی جامعه آمریکا در ۲۰۰۹–۲۰۱۳ است.
| رتبه | زیپ کد (ZCTA)  | درآمد سرانه | متوسط درآمد خانوار | متوسط درآمد خانواده | جمعیت       | تعداد خانه‌ها |
| ---- | -------------- | ----------- | ------------------ | ------------------- | ----------- | ------------ |
| ۱    | ۰۲۱۴۲          | $۶۷٬۵۲۵     | $۱۰۰٬۱۱۴           | $۱۵۰٬۷۷۴            | ۲٬۸۳۸       | ۱٬۳۸۵        |
| ۲    | ۰۲۱۳۸          | $۵۲٬۵۹۲     | $۷۵٬۴۴۶            | $۱۲۰٬۵۶۴            | ۳۵٬۵۵۴      | ۱۳٬۸۶۸       |
| ۳    | ۰۲۱۴۰          | $۵۰٬۸۵۶     | $۷۵٬۴۴۶            | $۱۲۰٬۵۶۴            | ۱۸٬۱۶۴      | ۸٬۴۶۰        |
|      | کمبریج         | $۴۷٬۴۴۸     | $۷۲٬۵۲۹            | $۹۳٬۴۶۰             | ۱۰۵٬۷۳۷     | ۴۴٬۳۴۵       |
|      | منطقه میدل سکس | $۴۲٬۸۶۱     | $۸۲٬۰۹۰            | $۱۰۴٬۰۳۲            | ۱٬۵۲۲٬۵۳۳   | ۵۸۱٬۱۲۰      |
| ۴    | ۰۲۱۳۹          | $۴۲٬۲۳۵     | $۷۱٬۷۴۵            | $۹۳٬۲۲۰             | ۳۶٬۰۱۵      | ۱۴٬۴۷۴       |
| ۵    | ۰۲۱۴۱          | $۳۹٬۲۴۱     | $۶۴٬۳۲۶            | $۷۶٬۲۷۶             | ۱۳٬۱۲۶      | ۶٬۱۸۲        |
|      | ماساچوست       | $۳۵٬۷۶۳     | $۶۶٬۸۶۶            | $۸۴٬۹۰۰             | ۶٬۶۰۵٬۰۵۸   | ۲٬۵۳۰٬۱۴۷    |
|      | ایالات متحده   | $۲۸٬۱۵۵     | $۵۳٬۰۴۶            | $۶۴٬۷۱۹             | ۳۱۱٬۵۳۶٬۵۹۴ | ۱۱۵٬۶۱۰٬۲۱۶  |

## اقتصاد
تولید در اواخر قرن نوزدهم و اوایل قرن ۲۰ بخش مهمی از اقتصاد کمبریج بود، اما موسسات آموزشی امروزه بزرگترین کارفرمای آن هستند. هاروارد و MIT با هم حدود ۲۰ هزار نفر استخدام دارند. کمبریج به عنوان مهد نوآوری در فناوری، محل کار شرکت‌های فناوری آنالوگ دیوایسز، آکامای، Bolt , Beranek و Newman (BBN Technologies) (اکنون بخشی از Raytheon) , General Radio (بعداً GenRad) , شرکت نرم‌افزاری لوتوس (هم‌اکنون بخشی از آی‌بی‌ام) است)، پولاروید، سیمبولیکس و Thinking Machines.

## موزه‌ها

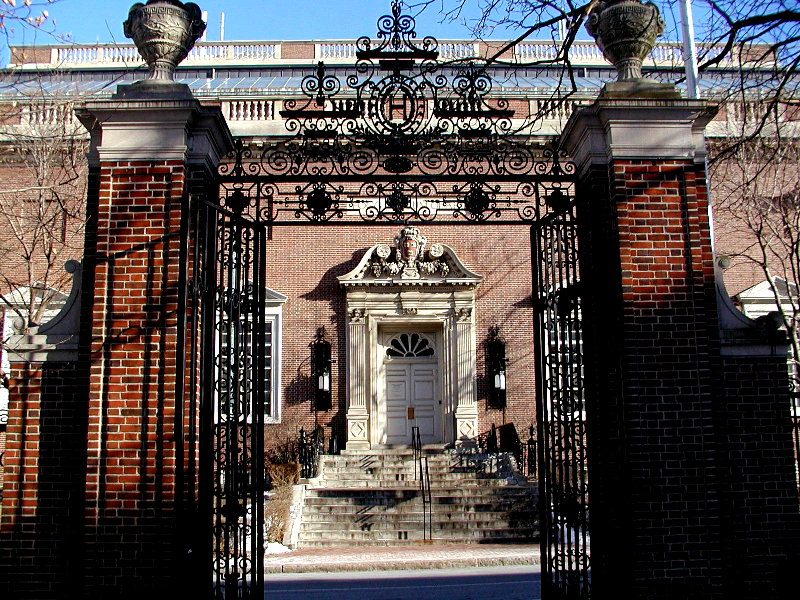
موزه هنر هاروارد

- موزه هنر هاروارد

## حمل و نقل

### جاده
چندین جاده اصلی به کمبریج منتهی می‌شود، از جمله مسیر ۲، مسیر ۱۶ و بزرگراه مک گرات (مسیر ۲۸). بزرگراه ماساچوست از کمبریج عبور نمی‌کند، اما دسترسی را از طریق خروجی در نزدیکی آلستون فراهم می‌کند. مسیر ایالات متحده ۱ و بین ایالتی ۹۳ نیز دسترسی بیشتری را در انتهای شرقی کمبریج در Leverett Circle در بوستون فراهم می‌کند. مسیر 2A طول شهر را در امتداد خیابان ماساچوست طی می‌کند. رودخانه چارلز مرز جنوبی کمبریج را تشکیل می‌دهد و از ۱۱ پل متصل کننده کمبریج به بوستون عبور می‌کند، از جمله پل لانگ فلو و پل هاروارد، هشت پل دیگر برای تردد در جاده‌های موتوری آزاد است.
کمبریج یک شبکه خیابانی نامنظم دارد زیرا بسیاری از جاده‌ها مربوط به دوران استعمار است. برخلاف تصور عمومی، سیستم جاده از مسیرهای طولانی گاو تکامل نیافته‌است. جاده‌ها آبادیهای مختلف روستایی را با یکدیگر و شهرهای مجاور متصل می‌کردند و از طریق ویژگی‌های جغرافیایی، از جمله نهرها، تپه‌ها و مناطق باتلاقی، شکل گرفته بودند. امروزه، «میادین» عمده معمولاً با جاده‌های طولانی و عمدتاً مستقیم مانند خیابان ماساچوست بین میدان هاروارد و میدان مرکزی یا خیابان همپشایر بین میدان کندال و میدان اینمان به هم متصل می‌شوند.

### ترانزیت
کمبریج توسط MBTA، از جمله ایستگاه میدان پورتر در راه‌آهن منطقه ای مسافربر سرویس می‌یابد. ایستگاه لخمیر در خط سبز؛ و خط قرمز در Alewife، میدان پورتر، میدان هاروارد، میدان مرکزی، و میدان کندال / ایستگاه‌های MIT. ایستگاه Alewife، پایانه خط قرمز، دارای یک گاراژ پارکینگ چند طبقه بزرگ است (با نرخ ۷ دلار در روز از سال ۲۰۱۵).
تونل اتوبوس هاروارد، زیر میدان هاروارد، به زیرزمین خط قرمز متصل می‌شود. این تونل در ابتدا برای اتومبیل‌های خیابانی در سال ۱۹۱۲ افتتاح شد و هنگام تبدیل مسیرها، کالسکه‌های بدون ردیف (واگن برقی) و اتوبوس‌ها را سرویس می‌داد. چهار خط سیستم واگن برقی MBTA همچنان به استفاده از آن ادامه می‌دهند. هنگامی که خط قرمز به Alewife در اوایل دهه ۱۹۸۰ گسترش یافت، تونل تا حدی پیکربندی شد.
علاوه بر آژانس حمل و نقل دولتی، این شهر توسط شاتل‌های آژانس مدیریت حمل و نقل رودخانه چارلز (CRTMA) نیز پشتیبانی می‌شود که علاوه بر دولت شهری توسط بزرگترین شرکت‌های فعال در شهر پشتیبانی می‌شود.

### پیاده‌روی

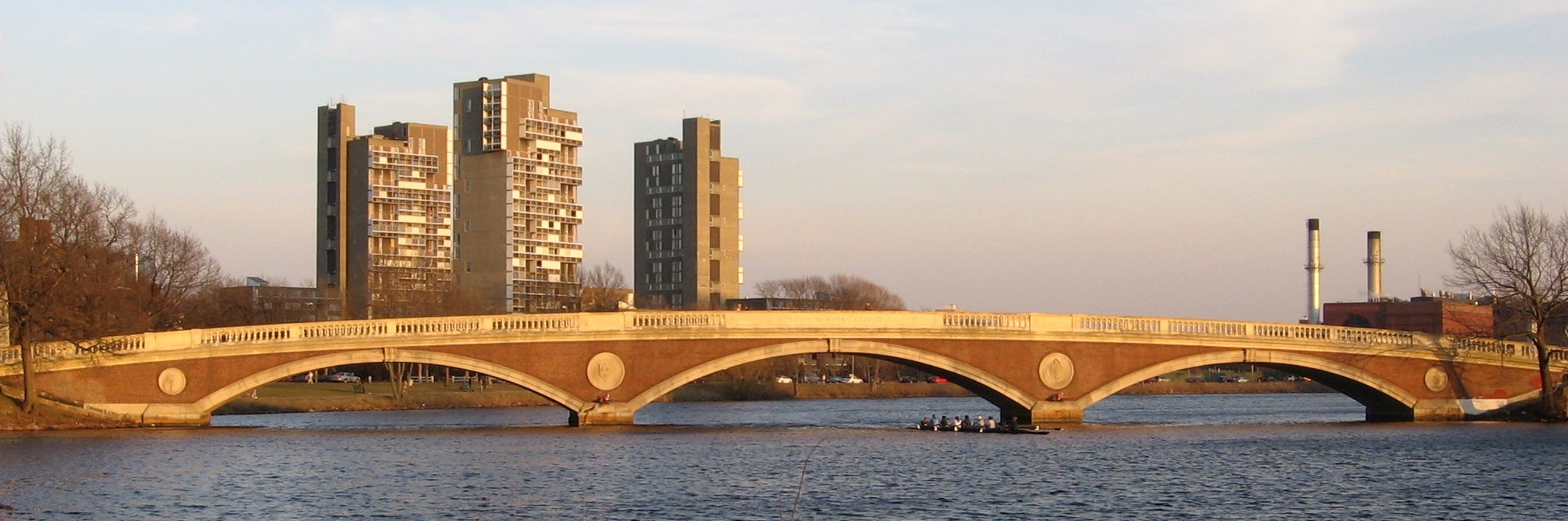
Weeks Bridge ارتباط فقط عابر پیاده را بین محله Allston-Brighton بوستون و کمبریج بر روی رودخانه چارلز فراهم می‌کند.

پیاده‌روی یک فعالیت محبوب در کمبریج است. در سال ۲۰۰۰، در میان شهرهای ایالات متحده با بیش از ۱۰۰۰۰۰ نفر ساکن، کمبریج بیشترین درصد مسافرینی را داشت که برای کار پیاده‌روی می‌کردند. میادین اصلی تاریخی کمبریج به محله‌های مدرن پیاده‌روی تبدیل شده‌اند، از جمله ویژگی‌های آرامش دهنده ترافیک بر اساس نیازهای عابران پیاده به جای اتومبیلرانی.